# Soy Luna (album)
Soy Luna este primul album al serialului Soy Luna, lansat pe 26 februarie 2016 de către Walt Disney Records. CD-ul include melodii din primul sezon al serialului, deschiderea, „Alas”, fiind interpretată de protagonista Karol Sevilla, aflată printre alte hituri precum „Valiente” și „Prófugos”. În Italia și Germania, CD-ul a fost lansat cu piese bonus cu melodii în alte limbi.

## Lista melodiilor
Ediție standard
| Nr. | Titlu                                                      | Autor(i)                                                     | Lungime |  |
| 1.  | „Alas” (Karol Sevilla)                                     | Eduardo Emilio Frigerio Federico San Millán Florencia Ciarlo | 3:18    |  |
| 2.  | „Valiente” (Michael Ronda)                                 | Federico Vilas Mauro Franceschini                            | 3:10    |  |
| 3.  | „Eres” (Karol Sevilla & Michael Ronda)                     | Sebastián Mellino Pablo Correa Alejandro Vergara             | 2:29    |  |
| 4.  | „Prófugos” (Valentina Zenere & Ruggero Pasquarelli)        | Gustavo Cerati Alberto Ficicchia                             | 3:59    |  |
| 5.  | „Un destino” (Michael Ronda, Lionel Ferro & Gastón Vietto) | Frigerio Millán Ciarlo                                       | 4:01    |  |
| 6.  | „Sobre ruedas” (Elenco de Soy Luna)                        | Vilas Franceschini                                           | 2:24    |  |
| 7.  | „Corazón” (Malena Ratner & Agustín Bernasconi)             | Jorge Serrano                                                | 3:10    |  |
| 8.  | „Mírame a mí” (Valentina Zenere)                           | Mellino Correa Vergara                                       | 2:25    |  |
| 9.  | „I'd Be Crazy” (Elenco de Soy Luna)                        | Jordan Mohilowski Dan Ostebo                                 | 3:48    |  |
| 10. | „Siento” (Ruggero Pasquarelli)                             | Vilas Franceschini                                           | 4:08    |  |
| 11. | „Invisibles” (Michael Ronda, Lionel Ferro & Gastón Vietto) | Frigerio Millán                                              | 3:05    |  |
| 12. | „Camino” (Elenco de Soy Luna)                              | Mellino Correa Vergara                                       | 2:49    |  |

 Italia
| Nr. | Titlu                                | Autor(i)               | Lungime |  |
| 13. | „Tutto è possibile” (Karol Sevilla)  | Frigerio Millán Ciarlo | 3:19    |  |
| 14. | „Non arrenderti mai” (Michael Ronda) | Vilas Franceschini     | 3:10    |  |

 Țările de Jos
| Nr. | Titlu                                                         | Autor(i)               | Lungime |  |
| 13. | „Niet te stoppen” (Ridder van Kooten & Shalissa van der Laan) | Frigerio Millán Ciarlo | 3:19    |  |

## Certificat
| Regiunea         | Certificat | Unități / vânzări certificate |
| ---------------- | ---------- | ----------------------------- |
| Mexic (AMPROFON) | Platinum   | 60,000^                       |
| Polonia (ZPAV)   | Gold       | 10,000*                       |